# Edith Weston
Edith Weston – wieś w Anglii, w hrabstwie Rutland. Leży 8 km na południowy wschód od miasta Oakham i 131 km na północ od Londynu. W 2001 miejscowość liczyła 1042 mieszkańców.